# Грассманн, Винанд
Винанд Грассманн (англ. Wynand Grassmann; род. 19 января 1995 года, Деспач, Городской округ Бухта Нельсона Манделы) — южноафриканский регбист, способный играть во второй и третьей линиях нападения.

## Биография
На взрослом уровне дебютировал в 2014 году в команде «Восточная провинция». В 2018 перешёл в «СВД Иглз», с которым стал победителем первого дивизиона (второго по значимости после Высшего) Карри Кап. В финальном матче занёс попытку. Летом 2019 года перешёл в российский клуб «Слава». В первом сезоне в России стал бронзовым призёром чемпионата. В 2021 году Грассман вошел в символическую сборную сезона. В начале 2024 года вернулся в Россию для игр за московское «Динамо».